# هانس جاي هوفمان
هانس جاي هوفمان هو إحاثي وأستاذ جامعي كندي، ولد في 3 أكتوبر 1936 في كيل في ألمانيا، وتوفي في 19 مايو 2010.